# Ponthaux
Ponthaux (Pontà  en patois fribourgeois) est une ancienne commune suisse et actuelle localité de Grolley-Ponthaux, située dans le canton de Fribourg, dans le district de la Sarine.

## Histoire
Ponthaux et Nierlet-les-Bois ont fusionné le 1er janvier 1981.
Le 3 mars 2024, les habitants acceptent, à 89,07%, la fusion de leur commune avec celle de Grolley pour former la future commune de Grolley-Ponthaux qui sera créée le 1er janvier 2025.

## Géographie
Ponthaux mesure 591 ha. 6,5 % de cette superficie correspond à des surfaces d'habitat ou d'infrastructure, 70,3 % à des surfaces agricoles, 22,10 % à des surfaces boisées et 0,2 % à des surfaces improductives.
Ponthaux est limitrophe de Belfaux, Belmont-Broye, Corminboeuf, Grolley, Montagny et Prez.

## Démographie
Ponthaux compte 806 habitants en 2023. Sa densité de population atteint 136 hab./km2.
Le graphique suivant résume l'évolution de la population de Ponthaux entre 1850 et 2008 :